# Information Society
Information Society (également connu sous le nom d'InSoc) est un groupe américain de Minneapolis-St. Paul, initialement actif de 1982 à 1997, composé principalement de Kurt Harland Larson, Paul Robb et James Cassidy. Ces deux derniers ont réuni à nouveau le groupe en 2006, d'abord avec Christopher Anton comme chanteur principal, puis avec Harland les rejoignant en tant que chanteur principal en 2008.
Le single phare du groupe était "What's on Your Mind (Pure Energy)" de 1988, une chanson qui a passé 39 semaines dans le top des charts, allant directement au numéro un et atteindrait également le numéro trois du classement pop Hot 100.
Le groupe a été honoré d'une étoile sur la fresque extérieure de la discothèque First Avenue de Minneapolis, reconnaissant les artistes qui ont joué des spectacles à guichets fermés ou qui ont autrement démontré une contribution majeure à la culture de ce lieu emblématique. Recevoir une étoile "pourrait être l'honneur public le plus prestigieux qu'un artiste puisse recevoir à Minneapolis", selon le journaliste Steve Marsh.

## Membres du groupe
Information Society est un collectf musical qui enregistre et se produit depuis 1982,,.
Membres actuels
- Paul Robb – piano, percussions (1982–1993, 2004–présent)
- Kurt Harland – chant, piano, percussions (1982–1999, 2008–présent)
- James Cassidy – guitare basse, chant (1983–1993, 2004–présent)

Former recording members
- Pamela Tzara/Brustman – keyboards, percussion (1982–1983)
- Kristin (Kaerlin) Leader – keyboards (1983)
- Murat Konar – vocals (1984–1985)
- Amanda Kramer – keyboards, percussion (1986–1988)

Anciens membres

## Discographie
- Information Society (1988)
- Hack (1990)
- Peace and Love (1992)
- Don't Be Afraid (1997)
- Synthesizer (2007)
- Hello World (2014)
- Orders of Magnitude (2016)
- ODDfellows (2021)